# Časová pásma v Brazílii

UTC-2 čas Fernando de Noronha
UTC-3 čas Brasílie
UTC-4 Amazonský čas
UTC-5 čas Acre

Časová pásma v Brazílii pokrývají délkový rozsah 45°9', což odpovídá časovému rozdílu nejvýchodnějšího a nejzápadnějšího cípu území Brazílie 3,01 hodin. Tento rozdíl je administrativně přiřazen čtyřem časovým pásmům. Sezónní změna času není zavedena.

## Standardizovaný čas
Časová pásma upravuje zákon 12.876 z 30. října 2013.
V brazilské portugalštině neexistuje žádný standard pro zkratky časových pásem anebo pro jejich jinou identifikaci. Výjimkou je termín Horário de Brasília (Čas Brasílie), používaný centrálními úřady při určení času některých událostí, např. státních zkoušek, státům, které dodržují čas odlišný od hlavního města Brasília. Naproti tomu v anglických textech lze pro jednotlivé časové zóny nalézt zkratky FNT, BRT, AMT, ACT.

### Čas Fernando de Noronha
UTC-02:00 (Čas Brasílie +1), lze nalézt zkratku FNT.
Platí na ostrovech
- Trindade a Martin Vaz (stát Espirito Santo)
- Fernando de Noronha; São Pedro a São Paulo (stát Pernambuco)
- Atol Rocas (stát Rio Grande do Norte)

### Čas Brasílie
UTC-03:00 je čas pásma, ve kterém leží hlavní město Brasília; lze nalézt zkratku BRT.
Platí ve
- východních amazonských státech Amapá, Pará, Tokantins
- státech regionů Severovýchod, Jihovýchod a Jih
- státech Goiás a federálním okruhu

### Amazonský čas
UTC-04:00 (Čas Brasílie -1), lze nalézt zkratku AMT.
Platí v
- západních amazonských státech Amazonas (kromě jihozápadu), Roraima, Rondônia
- státech Mato Grosso a Mato Grosso do Sul

### Čas Acre
UTC-05:00 (Čas Brasílie -2), lze nalézt zkratku ACT.
Platí ve
- státě Acre
- jihozápadní části státu Amazonas

### Hranice
Hranice mezi časovými pásmy sledují hranice jednotlivých federálních států s výjimkou čtyř států, které mají na svém území zavedeny od roku 2013 dvě časová  pásma: Amazonas, Espírito Santo, Pernambuco, Rio Grande do Norte.
- Ve státě Amazonas, kde převažuje UTC-4[2] má třináct obcí na jihozápadě státu hraničících s Acre (Atalaia do Norte, Benjamin Constant, Boca do Acre, Eirunepé, Envira, Guajará, Ipixuna, Itamarati, Jutaí, Lábrea, Pauini, São Paulo de Olivença a Tabatinga) zaveden čas UTC-5.[7]
- Ostrovy v Atlantském oceánu Trindade a Martin Vaz (Espírito Santo), Fernando de Noronha a São Pedro a São Paulo (Pernambuco) a  Atol das Rocas (Grande do Norte) mají zaveden čas UTC-2[7], který se liší od času jejich domovských států, kde platí UTC-3.

### Sezónní změna času
Brazílie od roku 2019 neupravuje čas kvůli sezónním vlivům.

## Nestandardizovaný čas
Oproti stavu, kdy čas každé obce je synchronizován podle zeměpisné délky, tedy příslušného poledníku procházejícího jejím středem, s minutovými a popř. sekundovými rozdíly mezi časy blízkých míst, má dodržování časových pásem za následek odchylku od slunečního času. Přitom by teoreticky měla dosahovat nanejvýš 30 minut.
Zavedením pásmového času vzniklo v Brazílii několik oblastí, kde se pásmový čas od středního slunečního výrazně liší.

### Východ Brazílie
Na východě Brazílie leží rozsáhlá oblast východně od západního poledníku 37°30'. Nacházejí se zde hlavní města několika států, která mají následující městské poledníky západní šířky a tomu odpovídající střední sluneční čas:
| Natal       | Rio Grande do Norte | 35°12′ |  | UTC-02:20:48 |
| João Pessoa | Paraíba             | 34°53′ |  | UTC-02:19:32 |
| Recife      | Pernambuco          | 34°54′ |  | UTC-02:19:36 |
| Maceió      | Alagoas             | 35°44′ |  | UTC-02:22:56 |
| Aracaju     | Sergipe             | 37°05′ |  | UTC-02:28:04 |

Sluneční časy těchto měst jsou tedy blíže UTC-02:00 než UTC-03:00 a přirozenější by bylo dodržovat čas UTC-2. Například rozdíl od slunečního času je v Recife v průměru 40 minut a 24 sekund. Poledne nenastává mezi 11:43 a 12:14, jak by tomu bylo, kdyby byl na tomto místě respektován střední sluneční čas, ale mezi 11:03 a 11:33. Slunce vychází mezi 4:49 a 5:34, což je pro místa blízko rovníku neobvyklé.
V období, kdy byl zaveden letní čas, byl tento v Recife vnímán jako jako správný a standardní, kdežto standardní (nebo zimní) čas jako nesprávný.

### Mato Grosso a Mato Grosso do Sul
Anomálie jsou také ve východních a jižních obcích v Mato Grosso a Mato Grosso do Sul, avšak nejsou příliš veliké, nicméně se zde ve dvou oblastech používají jiné časy než oficiální.
- Některé obce kolem města Barra do Garças na východě státu Mato Grosso dodržují UTC-3.[12] Městský poledník (52°16′ západní délky) leží východně od západního poledníku 52°30′ a tomu odpovídající střední sluneční čas je UTC-03:29:03. Obce používají tedy čas Brasílie, který jim náleží i teoreticky, ale de jure je ve státě Mato Grosso zaveden amazonský čas UTC-4. 
Hlavním důvodem anomálie jsou především socioekonomické a kulturní vztahy s blízkými obcemi ve státě Goiás. Tyto obce rovněž do roku 2019 nerespektovaly letní čas a v zimním období dodržovaly čas jako ve státě Goiás a v letním období čas jako v Mato Grosso.[13]
- V některých obcích mezi městy Bataguassu a Três Lagoas na východě státu Mato Grosso do Sul se také užívá UTC-3. Jimi procházející poledníky (52°25′ západní délky, resp. 51°42′) také leží leží východně od západního poledníku 52°30′ a tomu odpovídá střední sluneční čas UTC-03:29:40, resp. UTC-03:25:48. Přestože oficiálně je zde dodržován amazonský čas UTC-4,[14][15] silné socioekonomické a kulturní vztahy s blízkými obcemi ve státě São Paulo vedou obce ve zdejším mikroregionu k používání času Brasílie.

## Historie

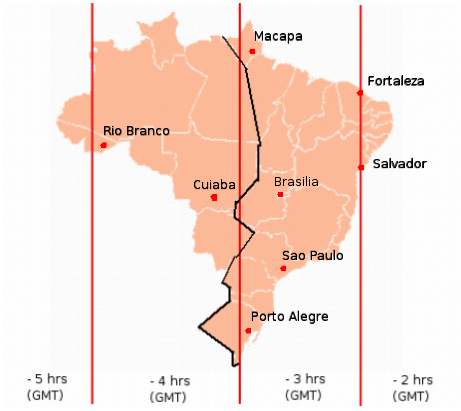
Rozdělení kontinentální Brazílie do dvou časových pásem v roce 1913

Standardizace časových pásem byla zavedena 1. ledna 1914 po zveřejnění nařízení 2.784 z 18. června a výnosu 10.546 z 5. listopadu 1913; předtím každé místo synchronizovalo své hodiny podle slunečního času. Mezi tehdejším federálním hlavním městem (do roku 1960) Rio de Janeirem (UTC -02:52:41) a São Paulem (UTC -03:06:35) byl do té doby časový rozdíl 13′54″. Například při zavedení pásmového času 31. prosince 1913 o půlnoci byl v Recife sluneční čas asi 2:19:36 za Greenwichským časem a poté byly hodiny otočeny zpět o 40 minut a 24 sekund místo toho, aby se posunuly opačným směrem jen o 19 minut a 36 sekund.
Od zavedení pásmového času byla v Brazílii definována jen tři pásma, čas UTC-5 byl zaveden roku 2008. Stejně dlouho platily ve státě Pará dva časy — UTC-3 na východě a UTC-4 na západě, přičemž hranice mezi zónami vedla řekami Jari, Amazonka a Xingu až po hranici se státem Mato Grosso.
Sezónní změna času byla zavedena dekretem 20.466 z 5. října 1931 a platila pro celou Brazílii. Nazývala se hora de economia de luz, později horário de verão (letní čas). Až do 80. let platila ve třech obdobích v letních sezónách mezi roky 1931-33, 1949-53 a 1963-68. Nepřetržitě pak platila mezi lety 1985 a 2019. Standardně měl přechod nastávat první listopadovou neděli v 00:00 a třetí únorovou neděli v 00:00 ve všech čtyřech časových pásmech, ale období platnosti a aplikace v jednotlivých státech se vyhláškami každoročně upravovaly. Ukončení letního času bylo ovlivňováno konáním karnevalu a v případě, že nastala kolize, posouval se jeho konec o týden na čtvrtou únorovou neděli.
V letních sezónách 1985–86, 1986–87 a 1987–88 platil letní čas celostátně. Počínaje sezónou 1988–89 se přestal letní čas uplatňovat v severních státech kromě státu Tocantins, kde platil až do sezóny 1990–91 a potom nepřerušeně od sezóny 1995–96 do 2002–03 a znovu v sezóně 2012–13. Dalšími výjimkami byly sezóny 1993-94 ve státě Amazonas a letních sezón mezi roky 1999–2001 ve státě Roraima. Počínaje sezónou 1990–91 se přestal letní čas uplatňovat v severovýchodních státech s výjimkou státu Bahia, kde nepřerušeně platil až do sezóny 2002–03 a potom v sezóně 2011–12. Letní čas platil v celém severovýchodním regionu také v sezónách 1990–2000 až 2001–02.
V roce 2008 byl předložen návrh zavést v zemi jednotný čas UTC-02:00, ale tento návrh byl stažen.
Průzkumy letech 2003 až 2018 došly k závěru, že letní čas by se měl vztahovat pouze na středozápadní, jihovýchodní a jižní region a začínat třetí říjnovou neděli.
V roce 2019, navzdory tomu, že ministerstvo hornictví a energetiky zveřejnilo studii, která ukazuje, že země zavedením letního času ušetřila od roku 2010 nejméně 1,4 miliardy realů, rozhodla vláda Jaira Bolsonara přecházení na letní čas ukončit.